# Oediceroides brevirostris
Oediceroides brevirostris är en kräftdjursart. Oediceroides brevirostris ingår i släktet Oediceroides och familjen Oedicerotidae. Inga underarter finns listade i Catalogue of Life.